# Luigi de Magistris
Luigi de Magistris (n. 20 iunie 1967, Napoli, Italia) este un politician și magistrat italian.